# بيرت غودمان
بيرت غودمان (بالإنجليزية: Bert Goodman)‏ (3 سبتمبر 1890 في المملكة المتحدة - 1959 في المملكة المتحدة) هو لاعب كرة قدم بريطاني (وحمل سابقاً جنسية المملكة المتحدة لبريطانيا العظمى وأيرلندا) في مركز الوسط. لعب مع تشارلتون أثلتيك وتوتنهام هوتسبير ونادي غيلينغهام ونادي ليتون أورينت ونادي مارغيت وميدستون يونايتد وCroydon Common F.C. ‏ ونادي غيلفورد سيتي وهارينجي بورو.